# Giuseppe Clementi
Giuseppe Clementi (* 30. Dezember 1812 in Alcenago, Kaisertum Österreich; † 22. März 1873 in Turin) war ein italienischer Chemiker und Botaniker. Sein offizielles botanisches Autorenkürzel lautet „Clementi“.
Giuseppe Clementi unterrichtete Physik an Gymnasien in Bergamo, Genua und Turin. Er unterstützte die italienische Einigungsbewegung Risorgimento.

## Schriften
- Sertulum orientale, seu recensio plantarum in Olympo bithynico ..., 1855.